# Ruta Nacional 8 (Colombia)
La Ruta Nacional 8 es una carretera colombiana que recorre el departamento de Nariño desde Guachucal hasta Ipiales. Tiene una longitud de 24.00 km.
Es una carretera de tipo transversal, siendo su trazado occidente-oriente.

## Historia

### Antecedentes
La Ruta fue establecida por la Resolución 3700 de 1995 del Ministerio de Transporte (La cual modificaba la Resolución 830 y 9300 de 1992 del Ministerio de Obras Públicas) con un trayecto inicial entre Guachucal en el departamento de Nariño hasta Orito en el departamento del Putumayo. No obstante, con la Resolución 339 de 1999 y la Red Vial Nacional establecida por el INVIAS, su trayecto fue redefinido y actualmente va de Guachucal a Ipiales.			
El tramo comprendido entre Ipiales y Orito atravesaba los sitios de La Victoria (Ipiales) - Monopamba (Puerres) en Nariño y se conectaría con el departamento del Putumayo en el sitio conocido como El Líbano (Orito) hasta llegar al casco urbano de Orito. Sin embargo, entre Monopamba y Campo Bello (límites entre Nariño y Putumayo) no hay vía construida. Existen planes desde 1997 para unir Monopamba y Orito pero estos no se han materializado.

## Descripción de la ruta
La ruta posee una longitud total de 24.00 km, divididos de la siguiente manera:

### Ruta actual
Según el Sistema Integra Nacional de Información de Carreteras (SINC), la ruta es la siguiente:
| Administración | Administración | Administración |
| -------------- | -------------- | -------------- |
| INVIAS         | 24.00 km       | 100%           |
| ANI            | 0.00 km        | 0%             |
| Tramos         |                |                |
| Principales    | 1              | 1              |
| Alternos       | 0              | 0              |
| Pasos          | 0              | 0              |
| Variantes      | 0              | 0              |
| Ramales        | 0              | 0              |
| Subramales     | 0              | 0              |

| Código | Tipo  | Recorrido           | Clasificación SINC              | PR Inicial | PR Final | Longitud km. |
| ------ | ----- | ------------------- | ------------------------------- | ---------- | -------- | ------------ |
| 0801   | Tramo | Guachucal - Ipiales | Via Alterna al Puerto de Tumaco | 0+0000     | 24+0000  | 24,00        |

### Ruta eliminada o anterior
Las siguientes porciones de ruta fueron incluidas en la Resolución 3700 de 1995, sin embargo fueron eliminadas ya sea por su cesión a los gobiernos departamentales, municipales, o por la no existencia de la vía.
| Código | Tipo  | Recorrido                         | Situación Actual |
| ------ | ----- | --------------------------------- | --- |
| 0802   | Tramo | Ipiales - Monopamba               | - 0802 Carretera Secundaria Departamental |
| 0803   | Tramo | Monopamba - Orito - Cruce Ruta 45 | - Carretera Inexistente (Monopamba - Límite Nariño/Putumayo - Río Guamez) - Sin Nomenclatura Carretera terciaria municipal (Río Guamez - El Líbano) - 430101 Carretera terciaria municipal (El Líbano - Las Acacias) - 4302 Carretera terciaria municipal (Las Acacias - Orito) - 45PT101 Carretera secundaia departamental (Orito -Yarumo (Cruce Ruta 45)) |

## Municipios
Las ciudades y municipios por los que recorre la ruta son los siguientes:
| Leyenda | recorrido actual recorrido anterior Río Lugar Cabecera municipal | recorrido actual recorrido anterior Río Lugar Cabecera municipal                                                          | recorrido actual recorrido anterior Río Lugar Cabecera municipal |
| Tramo   | Municipio                                                        | Recorrido | Departamento                                                     |
| 0801    | Guachucal                                                        | Guachucal (Cruce 1701 ).                                                                                                  | Nariño                                                           |
| 0801    | Aldana                                                           | Aldana; Aeropuerto San Luis.                                                                                              | Nariño                                                           |
| 0801    | Cuaspud                                                          | San Miguel | Nariño                                                           |
| 0801    | Ipiales                                                          | Ipiales (Cruce 2501 ) | Nariño                                                           |
| 0802    | Ipiales                                                          | Ipiales (Cruce 2501 ); La Victoria.                                                                                       | Nariño                                                           |
| 0802    | Potosí                                                           | Área Rural | Nariño                                                           |
| 0802    | Córdoba                                                          | Llorente | Nariño                                                           |
| 0802    | Puerres                                                          | Monopamba | Nariño                                                           |
| 0803    | Puerres                                                          | Monopamba | Nariño                                                           |
| 0803    | Orito                                                            | Río Guamuez; Campo Berrío; El Líbano (Acceso 45PT14 a Siberia); Orito (Acceso 4502A a Villagarzón); Yarumo (Cruce 4501 ). | Putumayo                                                         |

## Gestión de la ruta

### Concesiones y proyectos
Actualmente la ruta no posee concesiones ni proyectos.

### Peajes
La ruta no posee peajes.

## Servicios

### Estaciones de servicio
A continuación se muestran las estaciones de servicio que sirven a la carretera:
| km   | Empresa | Estación            |
| ---- | ------- | ------------------- |
| 1.7  | Terpel  | Palermo             |
| 4.1  | Biomax  | San Diego Guachucal |
| 17.3 | Esso    | San Luis            |

### Amenaza volcánica

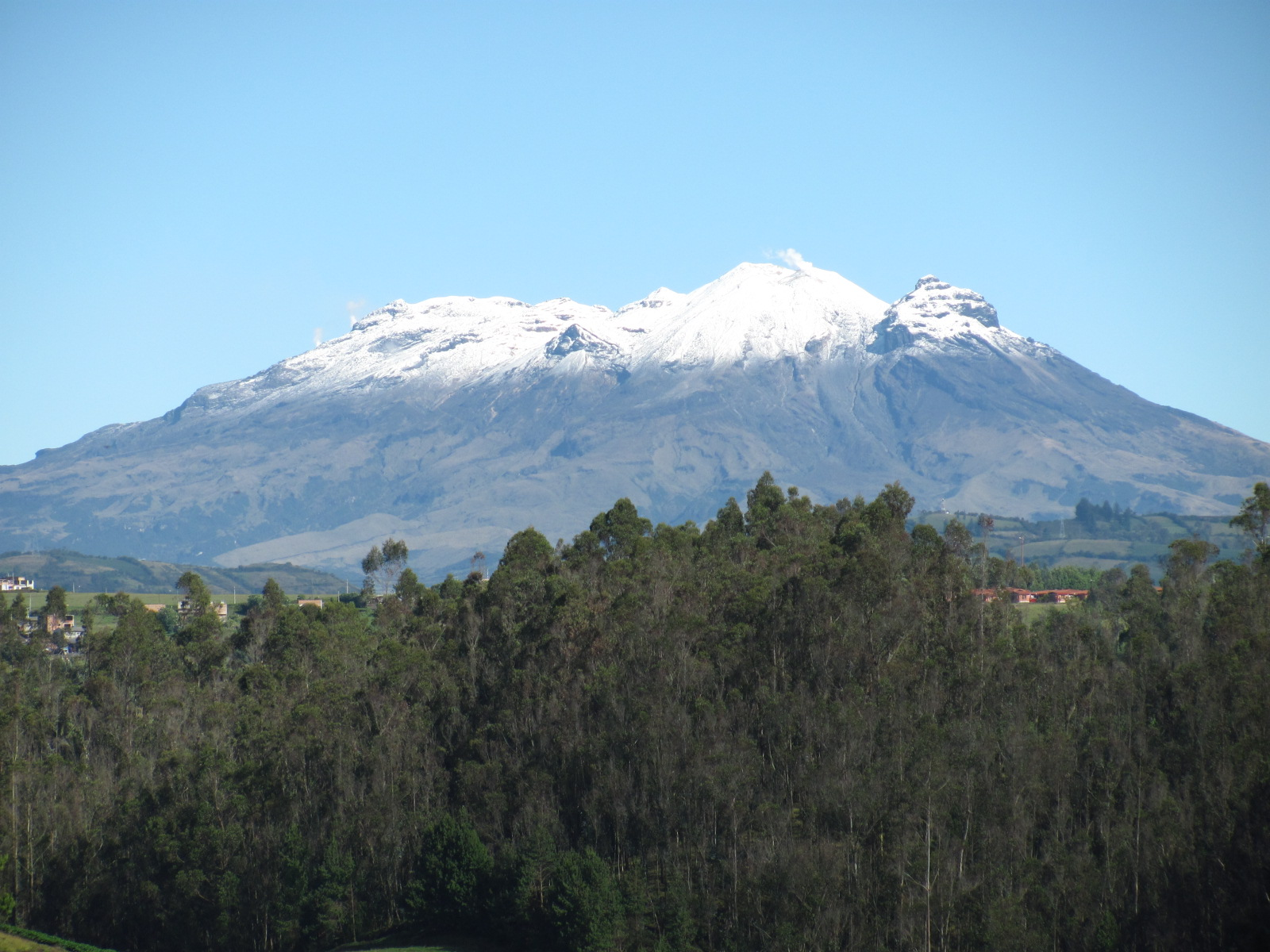
Volcán Cumbal.

## Geografía

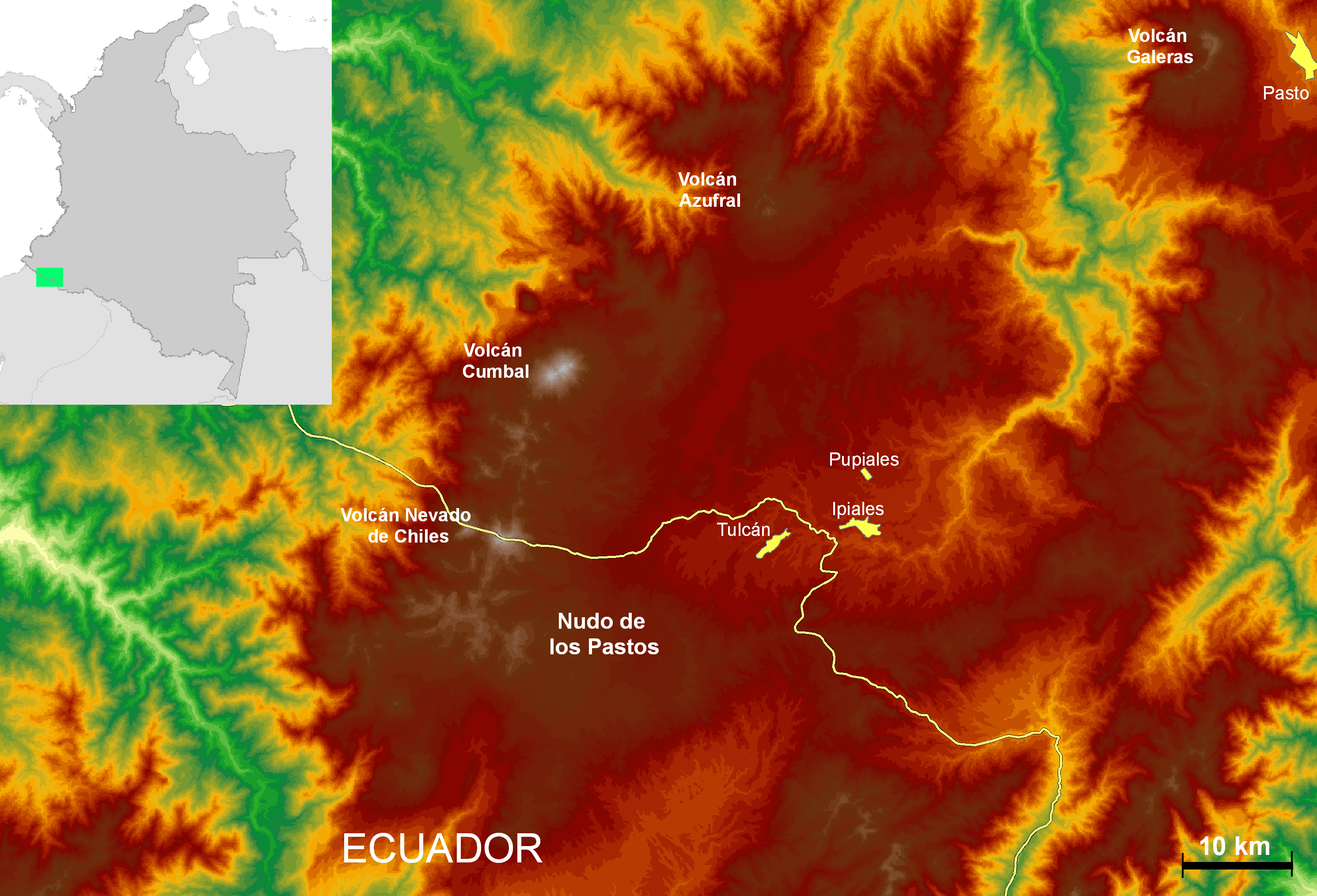
Nudo de los pastos.

La ruta recorre el sur del departamento de Nariño, a través del nudo de los pastos; la altura máxima es de 3.278 m s.n.m., en cercanías de Yanguimbud, Guachucal (km 6) y la mínima de 2902 m s.n.m. en el casco urbano de Ipiales, en el punto final de la ruta. El clima de la región es frío y semi-húmedo, con temperaturas promedio de 8 a 12 °C y una precipitación anual promedio de 500-1000 mm.

### Amenaza volcánica[4]
| Amenaza       | Dirección del viento        | Municipios             | Efectos                                                          |
| ------------- | --------------------------- | ---------------------- | ---------------------------------------------------------------- |
| Amenaza alta  | Diferente a la predominante | Guachucal              | Caída de piroclastos, acumulaciones de ceniza mayores a 10 cm    |
| Amenaza media | Predominante                | Guachucal              | Caída de ceniza y lapilli, acumulaciones de ceniza de 1 a 10 cm  |
| Amenaza media | Diferente a la predominante | Cuaspud Aldana Ipiales | Caída de ceniza y lapilli, acumulaciones de ceniza de 1 a 10 cm  |
| Amenaza baja  | Predominante                | Cuaspud Aldana Ipiales | Caída de ceniza y lapilli, acumulaciones de ceniza de 0.5 a 1 cm |
| Amenaza baja  | Diferente a la predominante | Cuaspud Aldana Ipiales | Caída de ceniza y lapilli, acumulaciones de ceniza de 0.5 a 1 cm |

| Amenaza      | Dirección del viento | Municipios | Efectos                                                       |
| ------------ | -------------------- | ---------- | ------------------------------------------------------------- |
| Amenaza alta | Predominante         | Todos      | Caída de piroclastos, acumulaciones de ceniza mayores a 10 cm |

| Amenaza      | Dirección del viento | Municipios | Efectos                                                       |
| ------------ | -------------------- | ---------- | ------------------------------------------------------------- |
| Amenaza alta | Predominante         | Todos      | Caída de piroclastos, acumulaciones de ceniza mayores a 10 cm |

| Amenaza       | Dirección del viento        | Municipios               | Efectos                                                         |
| ------------- | --------------------------- | ------------------------ | --------------------------------------------------------------- |
| Amenaza alta  | Diferente a la predominante | Guachucal Cuaspud Aldana | Caída de piroclastos, acumulaciones de ceniza mayores a 10 cm   |
| Amenaza media | Diferente a la predominante | Ipiales                  | Caída de ceniza y lapilli, acumulaciones de ceniza de 1 a 10 cm |

| Amenaza      | Dirección del viento        | Municipios             | Efectos                                                          |
| ------------ | --------------------------- | ---------------------- | ---------------------------------------------------------------- |
| Amenaza baja | Predominante                | Guachucal              | Caída de ceniza y lapilli, acumulaciones de ceniza de 0.5 a 1 cm |
| Amenaza baja | Diferente a la predominante | Cuaspud Aldana Ipiales | Caída de ceniza y lapilli, acumulaciones de ceniza de 0.5 a 1 cm |